# Ubuntu Budgie
Ubuntu Budgie (voorheen Budgie-Remix) is een officiële Ubuntu-variant onderhouden door de gemeenschap die de desktopomgeving Budgie gebruikt. Deze desktopomgeving wordt ontwikkeld door het Solus-project.

## Geschiedenis
Ubuntu Budgie werd ten tijde van Ubuntu 16.04 LTS opgestart als een onofficiële gemeenschapseditie onder de naam budgie-remix. Budgie-remix 16.10 werd vervolgens uitgebracht tijdens het strikte tijdsplan voor Ubuntu 16.10.
In november 2016 werd deze editie erkend als officiële gemeenschapseditie van Ubuntu en hernoemd naar Ubuntu Budgie.
Vincenzo Bovino werd aangenomen als de nieuwe merk- en PR-manager.
Ubuntu Budgie 17.04 kwam uit in april 2017, en werd bijgewerkt tot versie 17.10 in oktober 2017.
In Ubuntu Budgie 18.10 werd de 32-biteditie geschrapt. De 32-bitondersteuning werd op hetzelfde moment ook geschrapt door Ubuntu MATE.